# Sardinia et Corsica

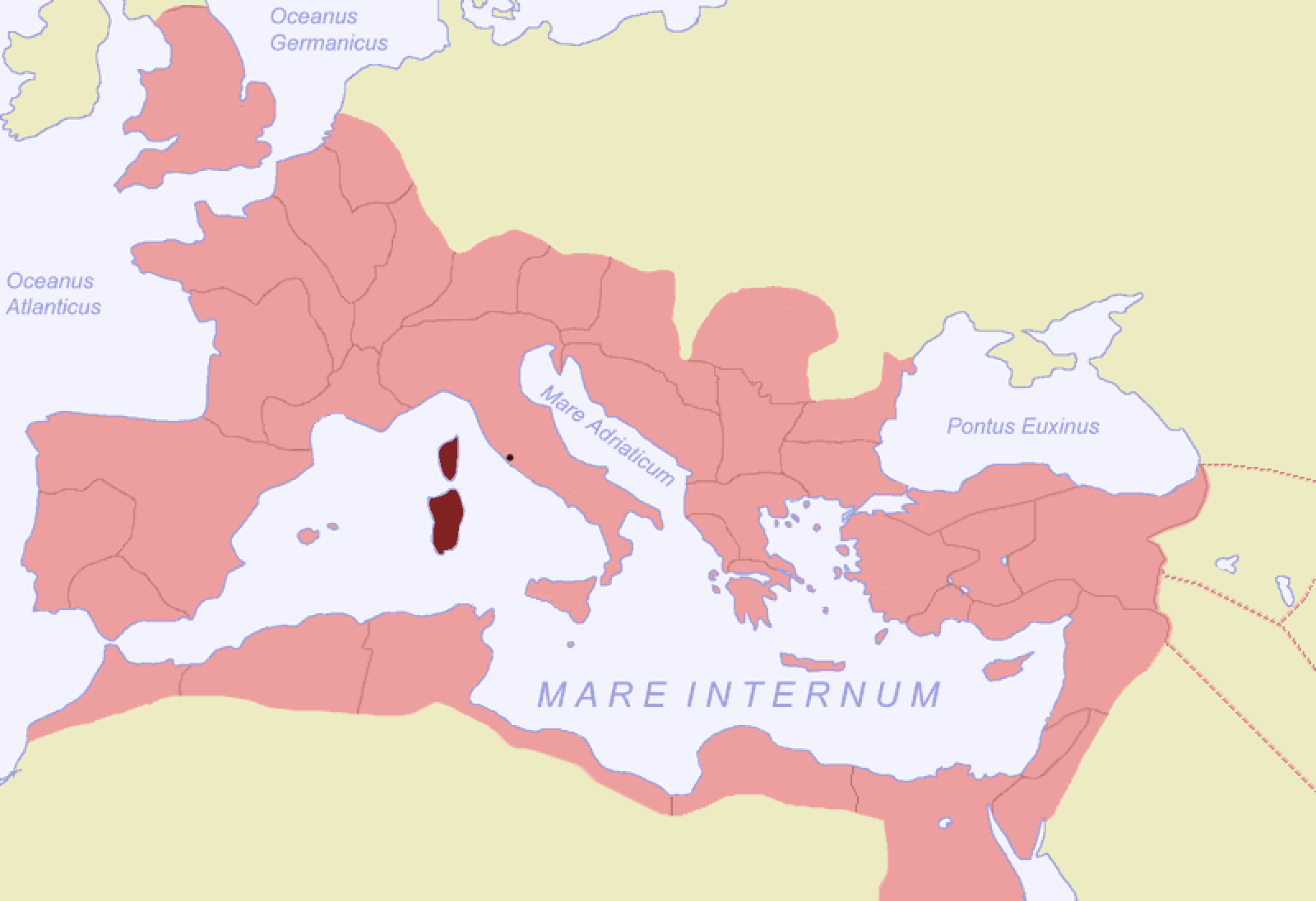
Provinz Sardinia et Corsica

Sardinia et Corsica war eine römische Provinz. Sie umfasste die Inseln Sardinien und Korsika.

## Geschichte der Provinz
Für Informationen vor und nach der römischen Zeit, siehe auch: Sardinien, Geschichte Sardiniens, Korsika, Geschichte Korsikas, Korsika im Altertum.
Sardinia et Corsica wurde nach dem ersten Punischen Krieg 237 v. Chr. von Karthago offiziell an Rom übergeben und 227 v. Chr. nach Sicilia zur zweiten Provinz erklärt. Vor der Übergabe war die spätere Provinz in einem Vertrag zwischen Rom und Karthago zu entmilitarisiertem neutralem Gebiet erklärt worden, was Aufstände gegen Karthago provoziert hatte. Erster Statthalter im Rang eines Prätors wurde Marcus Valerius Laevinus. Sitz des Statthalters und damit Hauptstadt der Provinz wurde Carales (Cagliari).
Bereits 259 v. Chr. war Korsika von Lucius Cornelius Scipio besetzt worden. Die Phokäerstadt Alalia (Aléria) scheint damals zwar erobert worden zu sein, kam aber erst 238/237 v. Chr. endgültig unter römische Herrschaft.
Die heutige Provinz Nuoro im Osten der Insel Sardinien diente anfangs als Rückzugsgebiet der Ureinwohner, von wo aus diese regelmäßig Überfälle auf römisches Gebiet unternahmen, was die Römer zum Bau eines Limes veranlasste. Von diesen Barbaren leitet sich der Name der dortigen Region Barbagia (Barbaria) ab.
Bei der Neuordnung der Provinzen 27 v. Chr. durch Augustus wurde die Provinz zunächst senatorisch, im Jahr 6 n. Chr. aber zur kaiserlichen Provinz. Bis 67, als die Provinz wieder senatorisch wurde, stand sie unter Verwaltung eines procurators, was in Zusammenhang mit weiterhin erforderlichen militärischen Aktionen gegen die Ureinwohner stehen mag.
Im 4. Jahrhundert wurde die Provinz in die beiden Inseln geteilt.
456 wurde Sardinien von den Vandalen erobert und die römische Herrschaft war beendet.

## Wirtschaft und Kultur der Provinz
Wirtschaftlich war die Provinz vor allem als Lieferant von Getreide, Pferden, mineralischen Rohstoffen und Waffen von Bedeutung. 
Aus Reden Ciceros ist bekannt, dass die herrschenden Familien einiger Städte noch kurz vor der Zeitenwende punische Namen trugen. Auch Ausgrabungen deuten auf eine schleppende Romanisierung hin. Jedoch ging die Kolonialisierung in den Küstengebieten rascher voran als im Inland.
Auf Sardinien entstand aus der lateinischen Sprache die bis heute existierende Sardische Sprache.